# Johannes Magdahl Nielsen
Johannes Magdahl Nielsen (døbt Magdahl Johannes Nielsen) (født 5. februar 1862 i Rærup, Lydum Sogn, død 25. august 1941 i Hellerup) var en dansk arkitekt og kongelig bygningsinspektør, der blandt andet havde bygningerne i Jægersborg Dyrehave som ansvarsområde.

## Karriere
Johannes Magdahl Nielsen var søn af brænderiejer Morten Nielsen og Elise Thøgerine Jacobsen. Han var tre år i lære hos møllebygger Mortensen i Ribe, gik dernæst på Odense Tekniske Skole 1879-83, var tegner hos arkitekt Vilhelm Petersen, Odense, 1882-85, blev optaget i Kunstakademiets alm. forberedelsesklasse februar 1885 og gik på arkitektskolen fra februar 1891 indtil sin afgang maj 1892. Han var konduktør hos Hector Estrup (istandsættelse af Kongsdal ved Holbæk), H.B. Storck 1892-94 (restaureringen af Skt. Nikolai Kirke i Svendborg) og hos Hans J. Holm 1898-1906 (Det Kongelige Bibliotek). Han modtog Stoltenbergs stipendium 1893-95 og var derefter på rejse i Italien 1893 (og atter i 1912 og 1920).
Han var medlem af Kunstakademiets plenarforsamling 1904, 1908 og 1918, var kgl. bygningsinspektør fra 1912 til 1937, medlem af Akademiraadet 1914-1931, af Det Særlige Kirkesyn og af Det Særlige Bygningssyn.

## Hæder
Han modtog Eckersberg Medaljen fra Kunstakademiet 1909 (for Nikolaigade i Svendborg) og medalje fra Foreningen til Hovedstadens Forskønnelse 1923 (delt med Thorvald Jørgensen).
Magdahl Nielsen blev Ridder af Dannebrogordenen 1906, Dannebrogsmand 1925, modtog Fortjenstmedaljen i guld 1929 og blev Kommandør af 2. grad 1936.

## Familie
Han blev gift 20. maj 1893 i København med Anna Birgitte Jørgensen (26. september 1869 i Norsminde, Saksild Sogn – 12. marts 1934 i København), datter af købmand Rolf Hans Valdemar Jørgensen og Anna Birgitte Laura Treschow. Han er begravet på Bispebjerg Kirkegård.

## Gengivelser
- Tegning af Emil Österman 1896 (Skandinavisk Forening i Rom)
- Buste af Ludvig Brandstrup 1933
- Portrætmaleri af Niels Hansen 1936 (Peter Lieps Hus)
- Fotografi

## Værker

### ISvendborg
- Telefonstation (1892-93)
- Frøken Holsts Pigeskole (1893)
- Ligkapel på Assistens Kirkegård (1895 sammen med Kristoffer Varming)
- Overlæge Wandalls villa i Kogtved (1896)
- Gjerritsgade 20 (1897)
- Skt. Nikolai Apotek (1897-98)
- Skt. Nikolai Præstegård (1898)
- Stiftelsen Kvindely (1898)
- Villa Sydvesten (1901)
- Villa, Kedelsmedestræde 8 (1903)
- Kirkegårdsindgang til Skt. Nikolai Kirkegård (1903)
- Fr. Webers villa ved Christiansminde (1906-07)
- Alderdomshjem (1910-11)

### Andre steder
- H. Adlers Fællesskole, nu Bordings Friskole, København (1900)
- Ombygning af villaen Christian Winthers Vej 7, Frederiksberg (1900-01)
- Villa Zoar for grosserer Nicolai Henrik Knudtzon, Skipper Allé 3, Fredensborg (1903-04)
- Højskole ved Salten Langsø (1906)
- Landsbibliotek i Reykjavík (1906-09, møblerne af Frederik Kiørboe)
- Lyngby Kommuneskole, Kongens Lyngby (1907-08)
- Vanløse Kirke (1907-09)
- Rødding Frimenighedskirke (1909)
- Villa, Jahnsvej 11, Gentofte (1909)
- Eget hus, Lundevangsvej 3, København (1911)
- Ombygning af Folkehjem, Åbenrå (1911)[1]
- Juelsminde Kirke (1911-12)
- Villa, Sølundvej 3, København (1912)
- Villa, Ryvangs Allé 10, tidligere 6, København (1912)
- Zions Kirke, Esbjerg (1912-14)
- Simeons Kirke, København (1912-14)
- Skovfogedsteder i det tidligere Frederiksborg Skovdistrikt, Nejlingehus, Maarumhus, Brødehus, Fiskebækhus og Kirkeskovhus (1913-14)
- Skovriderboligen Julebækhøj, Kronborg Skovdistrikt (1914)
- Gammeltorv 14, København for Chr. Holm (1915)
- Genopførelse af Peter Lieps Hus i Jægersborg Dyrehave (1915)
- Juelsminde Præstegård (1915)
- Lyngby Kommunes Alderdomshjem, Fuglevadvej 49, Kongens Lyngby (1916)
- Alderdomsboliger, Lundtoftevej 20, Kongens Lyngby (1916)
- Traktørstedet Ved Stalden, Jægersborg Allé 2 A, Gentofte (1916, præmieret)
- Foderhuse i Jægersborg Dyrehave (1916)
- Tilbygning af veranda til Villa Belvedere for generalkonsul Christian Holm, Strandvejen 630, Taarbæk (1916, have af Erik Erstad-Jørgensen)
- Hus for Sven Risom i Juelsminde (1916)
- Udvidelse af Ebberødgård med nye bygninger og Ebberødgård Vandtårn (1916-23)
- Toldkammerbygning i Nakskov (indviet 1917)
- Strandtoldkontrollørbolig i Humlebæk, Gl. Strandvej 75 (1918)
- Skovriderboligen i Dyrehaven (1918)
- Virum Kommuneskole, Virum (1918-20)
- Forsøgsstationen Møllevangen for Statens Forstlige Forsøgsvæsen, Springforbivej 4, Springforbi (1919)
- Skovriderbolig i Juelsminde (1919)
- Ligkapel ved As Kirke i Jylland (1919)
- Strandtoldkontrollørbolig i Gilleleje (1919)
- Juelsminde Arbejderboliger (1920)
- Sæbe- og margarinefabrik på Palsgård (1920)
- Vissinggård hovedbygning (1920)
- Det Kongelige Biblioteks Have (1920, sammen med Thorvald Jørgensen, præmieret af Foreningen til Hovedstadens Forskønnelse 1923)
- Juelsminde Badehotel (1921)
- Villa, Vestagervej 29, København (1922-23, præmieret)
- Vaccinationsanstalt på Statens Serum Institut, Amagerbro, København (1922)
- Lyngby Statsskole, Buddingevej 50, (1923)
- Høstvej 2, Charlottenlund (1927)
- Villa, Julie Sødrings Vej 11, Charlottenlund (1934)
- Fortunen ved Klampenborg (1936)
- Skovløberhuse i Dyrehaven, bl.a. Taarbækporthus (1937)

Posthuse:
- Birkerød (1914)
- Ballerup (1916)
- Hillerød (1916)
- Holte (1916)
- Jyderup (1917)
- Fejø (1918)
- Skibby (1920)
- Hellerup (1920-21)
- Frederiksværk (1921)
- Sakskøbing (1921)
- Nakskov (1929)
- Søborg (1930)

### Restaureringer
- Ebeltoft gamle Rådhus (1907-09)
- Anna Hvides Gård i Svendborg (1913-14)
- Hornbæk Kirke (indvendigt, 1914)
- Lyngby Kirke (1914-16)
- Skjern Kirke (udvidet og restaureret)
- Kirsten Piils Kilde i Dyrehaven (1917-18)
- Palsgård (1920)
- Kronborg Slot (1926-29)
- Hørsholm Kirke (1932)
- Måløv Kirke (1938)

### Dekorative arbejder
- Mindetavle over santalmissionær H.P. Børresen (1904, medaljon af August Saabye, Vor Frelsers Kirke, København)
- Lysekroner og møblement til Det Kongelige Bibliotek (indviet 1906)
- Brønden på Vandkunsten i København (1910)